# Erich Landgrebe
Erich Landgrebe (* 18. Jänner 1908 in Wien, Österreich-Ungarn; † 25. Juni 1979 in Salzburg) war ein österreichischer Schriftsteller und Maler.

## Leben
Erich Landgrebe war der Sohn eines Kaufmanns. Er studierte an der Akademie für angewandte Kunst in Wien und an der Hochschule für Welthandel. 1930 absolvierte er eine Kaufmannslehre in Hamburg.
Landgrebe war Leiter eines Reisebüros, Maler und Schriftsteller. 1931 ging er in die USA, ab 1933 war er wieder in Wien. 1936 wurde er aufgrund seiner Mitgliedschaft in der illegalen NS-Kulturgemeinde von der Staatspolizei verhaftet, aber kurze Zeit später wieder freigelassen.
Landgrebe war seit 1936 illegales Mitglied der NSDAP, am 21. Mai 1938 beantragte er die Aufnahme in die Partei und wurde rückwirkend zum 1. Mai desselben Jahres aufgenommen (Mitgliedsnummer 6.130.689). Im Jahr 1939 wurde er als kommissarischer Verwalter des arisierten Zsolnay-Verlages und anderer jüdischer Verlage und Buchhandlungen eingesetzt. Ab 1940 war er als Kriegsberichterstatter in Russland und Afrika tätig. Von 1943 bis 1946 war er in amerikanischer Kriegsgefangenschaft.
In der Nachkriegszeit bedauerte Landgrebe seine aktive Mitwirkung am Nationalsozialismus, die viele seiner Freunde als „schrecklichen Irrtum“ bezeichneten. Seine positive Rolle im Literaturbetrieb der Nachkriegszeit verdankte er guten Freunden wie Hans Weigel, Viktor Matejka oder Alfred Kubin. Als weitere Freunde Landgrebes werden Hermann Hesse, Heinrich Böll, und Heimito von Doderer genannt.
Erich Landgrebe war ein erfolgreicher Erzähler der österreichischen Nachkriegsliteratur. In der Kurzprosa orientierte er sich an der amerikanischen Literatur, z. B. in Rückkehr ins Paradies. In den späten Lebensjahren wandte er sich stärker der Malerei zu. Seine Bilder, die häufig Bäume und Baumlandschaften darstellen, finden sich in zahlreichen österreichischen Sammlungen. Zu seinem literarischen Werk gehören Romane, Erzählungen, Kurzprosa, Kinderbücher und Reiseberichte. Außerdem schrieb er Hörspiele und Feuilletons und übersetzte Literatur aus dem Englischen und Französischen. Von Landgrebe stammen Romanbiografien über Vincent van Gogh und Paul Gauguin. Den literarischen Nachlass Erich Landgrebes verwahrt die Stiftung Salzburger Literaturarchiv.

## Werke
- Das junge Jahr (1934)
- Von Dimitrowsk nach Dimitrowsk (1948); 1951 unter dem Titel Mit dem Ende beginnt es neu aufgelegt
- Die Nächte des Kuklino. Ein Nokturno (1952)
- In sieben Tagen (1954)
- Die Rückkehr ins Paradies (1956)
- Ein Maler namens Vincent (1957)
- Das ferne Land des Paul Gauguin (1959)
- Narr des Glücks (1962)
- Dichtung aus Salzburg. Eine Anthologie (1972)